# شیپ کردن (فندوم)

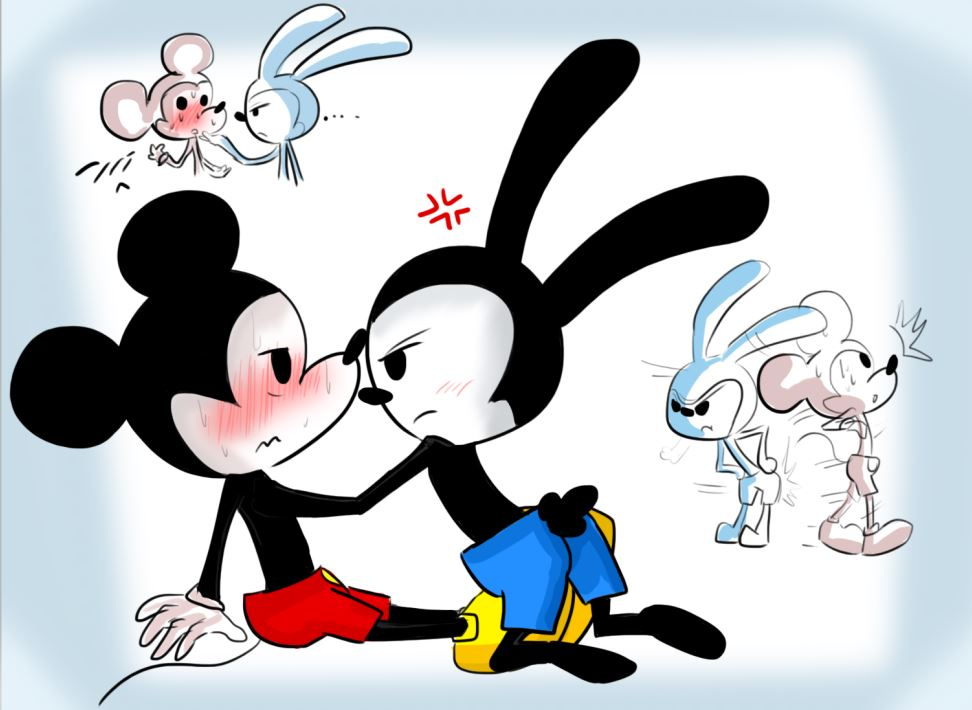
فن‌آرتی از میکی ماوس و اسوالد، خرگوش خوش‌شانس. اعضای فندوم‌ها اغلب فن‌آرت‌هایی از شخصیت‌هایی که بایکدیگر شیپ می‌کنند خلق می‌کنند که در موقعیت‌های عاشقانه قرار گرفته‌اند.

شیپ کردن (به انگلیسی: Shipping) را به تمایل پیروان فندومی به داشتن رابطه عاشقانه یا جنسی توسط دو یا چند نفر اعم از اشخاص واقعی یا شخصیت‌های تخیلی، می‌گویند. اغلب در شکل‌های مختلف آثار خلاقانه غیررسمی که از بین آن‌ها می‌توان به فن‌فیکشن و فن‌آرت اشاره کرد، شیپ کردن پدیدار می‌شود.